# Трирутенийгепталантан
Трирутенийгепталантан — бинарное неорганическое соединение
лантана и рутения
с формулой La7Ru3,
кристаллы.

## Получение
- Сплавление стехиометрических количеств чистых веществ:

{\displaystyle {\mathsf {7La+3Ru\ {\xrightarrow {825^{o}C}}\ La_{7}Ru_{3}}}}

## Физические свойства
Трирутенийгепталантан образует кристаллы
тетрагональной сингонии, пространственная группа P nma, параметры ячейки a = 0,7422 нм, b = 2,3562 нм, c = 0,6732 нм, Z = 4,
структура типа триплатинагептастронция Sr7Pt3
.
Соединение конгруэнтно плавится при температуре 845°C .